# Floyd B. Parks
Floyd Bruce Red Parks (Salisbury, 16 gennaio 1911 – Isole Midway, 4 giugno 1942) è stato un aviatore statunitense.
Ufficiale della aviazione del Corpo dei Marines  americano, Floyd Parks era il comandante dello gruppo da caccia dei Marines VMF-221, basato a Midway nel giugno 1942, durante la seconda guerra mondiale.
Il 4 giugno 1942, all'inizio della grande battaglia aeronavale, il maggiore Parks guidò coraggiosamente i suoi uomini contro la massiccia ondata aerea giapponese diretta contro le isole e durante gli impari scontri con le superiori e più esperte forze aeree nemiche, venne abbattuto e ucciso insieme alla maggior parte degli altri piloti americani.

## Nei Marines
Floyd Parks, originario di Salisbury nello stato del Missouri, aveva frequentato l'Accademia Navale di Annapolis, venendo nominato sottotenente nel 1934; dopo i corsi di istruzione al volo, divenne pilota nell'aviazione del Corpo dei Marines continuando il servizio fino alla nomina a maggiore e all'assegnazione al comando dello squadrone da caccia VMF-221.
Durante la seconda guerra mondiale, questo squadrone da caccia dei Marines, sempre comandato da Parks e equipaggiato principalmente con caccia F2A Buffalo e una minoranza di più efficienti F4F Wildcat, venne trasferito sulle isole Midway per contribuire alla difesa aerea di quella importante posizione strategica nell'Oceano Pacifico.

## La tragica fine a Midway

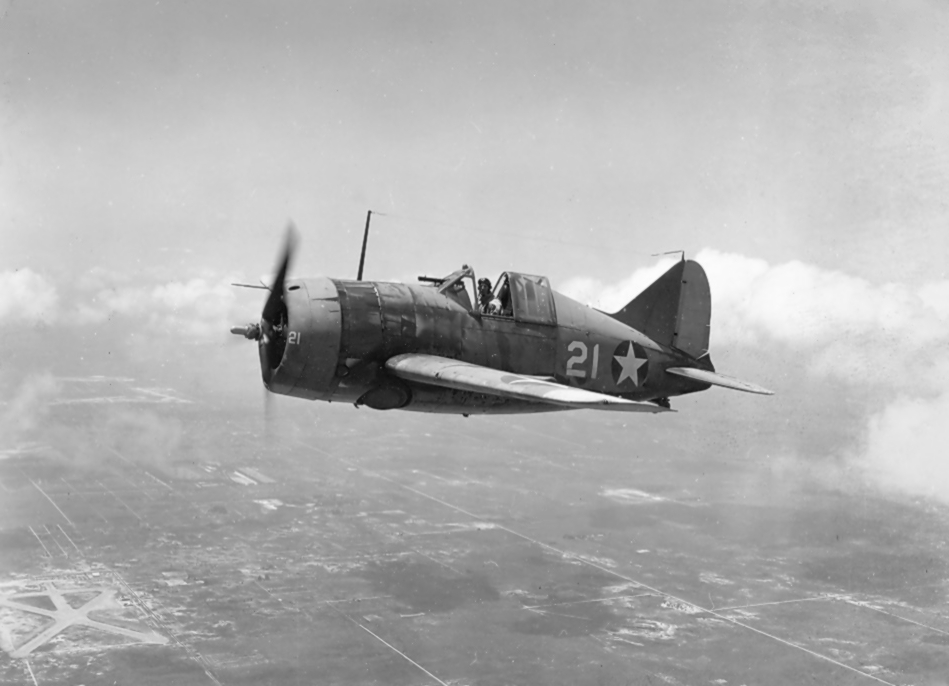
Un Brewster F2A Buffalo americano in volo. Questi aerei equipaggiavano in maggioranza il VMF-221 guidato dal maggiore Parks a Midway e subirono gravissime perdite nello scontro.

All'alba del 4 giugno 1942, la flotta portaerei giapponese dell'ammiraglio Nagumo sferrò un massiccio attacco aereo (con oltre 100 velivoli, tra cui 36 caccia A6M Zero) contro le isole, e Parks, subito allertato dal comandante delle difese delle Midway, capitano di fregata Simard, portò rapidamente in volo tutti gli aerei disponibili (20 F2A e 7 F4F) del suo squadrone di caccia per affrontare e possibilmente disperdere il nemico. Oltre metà dei piloti di Parks erano freschi diplomati della scuola di volo di San Diego.
Nonostante la netta inferiorità numerica e qualitativa, Parks e i suoi piloti ingaggiarono un furioso scontro con i caccia di scorta giapponesi. Dopo una lotta disperata, di fronte agli esperti e aggressivi piloti giapponesi, 17 aerei furono abbattuti (14 F2A e 3 F4F), e 15 piloti furono uccisi.
Nonostante le esagerate rivendicazioni dei pochi piloti americani che riuscirono a rientrare in salvo (tra cui il tenente Marion Carl, che sarebbe diventato in seguito uno dei più grandi "assi" dei Marines della guerra del Pacifico) i giapponesi ebbero pochissime perdite (forse 2 o 3 bombardieri D3A Val e 1-2 caccia Zero) e poterono proseguire indisturbati verso le isole.
Il maggiore Floyd "Red" Parks trovò la morte nel suo aereo in fiamme durante la confusa mischia aerea (alcune fonti riferiscono di un mitragliamento dell'ufficiale americano da parte di caccia giapponesi mentre stava scendendo con il paracadute dopo aver abbandonato il suo aereo colpito).
Per il suo sfortunato valore, al maggiore Parks venne assegnata alla memoria la decorazione della Navy Cross; e, inoltre, il cacciatorpediniere DD-884 venne in seguito denominato, in onore del pilota dei Marines, USS Floyd B.Parks.